# 新疆生产建设兵团

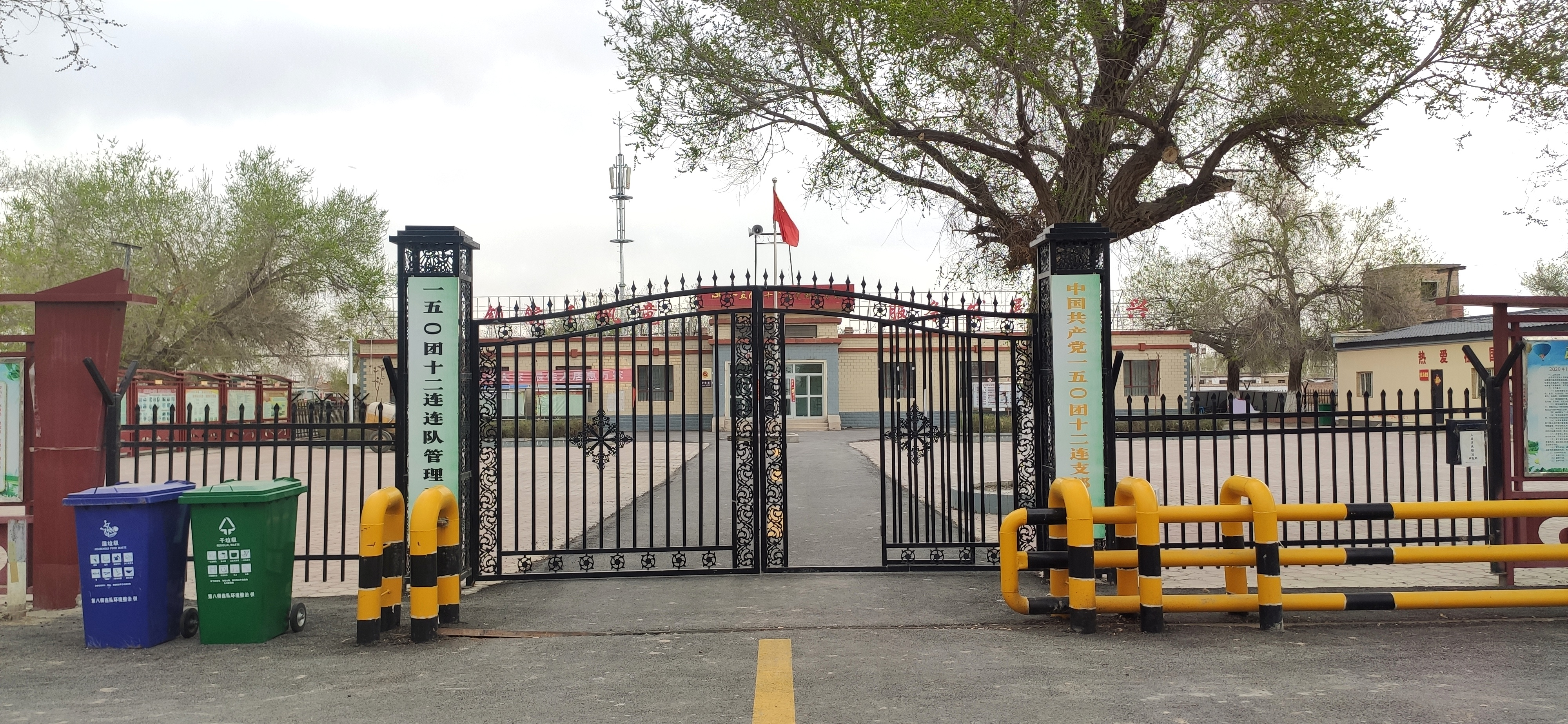
新疆生产建设兵团第八师150团12连连部

新疆生产建设兵团（简称新疆兵团、兵团），对外又称“中国新建集团公司”，位于中华人民共和国新疆维吾尔自治区，是中国现存的最后一个生产建设兵团，为中国最大的兼具戍边屯垦、实行“党、政、军、企”合一体制的特殊社会组织。
兵团是在国务院计划单列的副省（部）级单位，自行管理内部行政事务，行政业务受国务院和自治区人民政府的双重领导；司法事务受最高院和新疆高院、最高检和新疆检院领导管理，由新疆维吾尔自治区人大常委会任免兵团各级法检的组成人员。兵团部驻乌鲁木齐市；分支机构遍及除克孜勒苏以外的新疆全境，主要靠近“两周一线”（塔克拉玛干与库姆塔格两大沙漠和中国西北边境线），垂直管理多个县级市，拥有完整的行政、监察、审判、检察、军事机关。
兵团辖区分布有37个民族（2002），主要民族为汉族、维吾尔族、哈萨克族、回族和蒙古族。兵团的一级单位为“师”（正地厅级），师下设“团”或“农场”（正县处级）；现有14个师、174个农牧团场。2022年，兵团GDP总量3500.71亿元，同比年增幅3.0%；兵团总人口360.51万人，人均GDP98748元。

## 历史

### 建立至文革时期
1949年9月，新疆和平解放。10月，解放军向新疆进军。12月，三区民族军改编为解放军第五军，国军起义部被改编为第二十二兵团。1950年代初期，随着中华人民共和国政权逐渐稳固、全面转入和平时期经济建设，中国人民解放军大批军人復員转业。与苏联接壤的新疆经济落后，存在大片宜农荒地。
1954年10月7日，新疆军区遵照中央军委、总参谋部在8月6日发布的命令，宣布中国人民解放军新疆军区生产建设兵团成立。新疆军区20万军人中有17.5万被编入生产部队，包括解放军第二军、第五军、第六军的大部分，第二十二兵团的全部官兵:56。截至1956年12月底，兵团官兵全部办理复员转业手续，并自1957年7月起实行工资制，取消供给制，实现了全民所有制企业的转变。
1955年12月15日，中共新疆军区第一届党代表大会召开，讨论并批准了张仲翰作的《关于新疆军区生产建设部队五年计划草案》的报告（1953-1957年）。计划规定：第一个五年计划以发展农业为中心，以水利建设为先行，以北疆地区为重点，加速国营农场建设。五年计划要求：结合水利建设速度逐步扩大耕地面积，到1957年达到230万亩，力争300万亩；棉花播种面积达到50万亩，总产籽棉8500万公斤；粮食9250万公斤。到1957年五年计划完成时，全兵团要实现自给有余:56。
在王震建议下，新疆军区司令员陶峙岳与来中国工作的苏联植棉专家迪托夫教授签订了《石河子棉花丰产协议书》，采用科学技术，举办多期植棉人员培训班。到1953年，生产部队在准噶尔盆地南沿的玛纳斯河流域种植了3万多亩棉花，当年平均单产皮棉50多公斤。这是新疆历史上第一次大面积植棉，打破了北疆不能种植棉花的老传统。1955年10月，玛纳斯河流域的农七师、农八师种植的8.2万多亩棉花丰收，平均亩产籽棉158.4公斤。苏联长绒棉良种“二依三”在阿克苏垦区胜利农场成功大面积试种:56。
1957年年底，国务院要求新疆军区生产建设兵团所有军籍人员集体转业复员。兵团班以下人员58248名办理了复员手续，排以上干部20185名办理了转业手续。国家行政8级以上高级干部未办转业手续。
1958年4月，横贯天山的乌库公路（乌鲁木齐至库尔勒）全线通车。为建设该公路，兵团施工部队施工17个月，完成主干线244公里、支线90公里、涵洞128座、桥梁29座，开挖土石方597万立方米。施工中有58人死亡。乌库公路使天山南北的兵团垦区联系起来，对新疆经济发展起了重要作用:56。
1954年起，兵团先后从山东、河南、河北、甘肃、江苏、上海、天津等地招收大批知识青年、支边青壮年及接收大批转业复员军人参加边疆建设，至1960年末总人口已达72.41万人，是1954年兵团成立时的4.1倍。三年困难时期，1959年5月6日新疆维吾尔自治区人民政府决定，分配给兵团一部分江苏、湖北、安徽等省支边青壮年及家属。至1960年初按计划安置近10万人。此后根据周恩来总理及自治区指示，又接收来疆自动支边人员21万多人。1963年7月，兵团开始接收安置上海、北京、天津、武汉支边青年，至1964年10月共接收安置12.67万人:56。
1955年至1957年，兵团开始正规化国营农场建设，大规模开展土地勘测规划，并调整垦区内零星农牧民土地，使农场土地连片。3年共规划新农场44个，此后又用2年对已建成的36个农场现场审定。1958年到1960年“大跃进”期间，兵团掀起垦荒造田建设水利的高潮，重点开发南疆塔里木河流域及北疆玛纳斯河流域，共垦新开荒地56.67万公顷，新建农牧团场107个。
同时，兵团工业生产也获得发展。1958年新增企业100个。1959年新建企业132个，其中现代化企业37个。1960年工业总投资7548万元，除续建工程外，还新建企业39个，至同年底兵团已拥有工业企业343个，工业总产值60149万元，比1957年增长2.5倍。该时期兵团工农业发展规模是新疆农垦史上发展最快的3年。1959年12月3日，新疆历史上第一座现代化机制糖厂——石河子八一糖厂建成投产。1960年8月1日，兵团第一家棉纺织厂——石河子棉纺织厂部分建成投产:56。1963年8月1日，石河子八一毛纺织厂建成投产。其间，兵团大批现代工业企业建成投产:57。
1961年到1962年，中央实行“调整、巩固、充实、提高”八字方针，兵团压缩基本建设投资，纠正高指标，将农业放在首位，精简机关并下放干部，撤销9所学校，关、停、并、转36家产品价高质次的企业，执行中央“农业第一，粮食第一”方针，加强农田水利建设。1963年起，兵团各项事业全面发展，农牧团场基本实现机械化、水利化、园林化。1966年底，兵团职工总数80.86万人，总人口148.54万人，农牧团场158个，独立核算工矿企业112个，耕地面积80.86万公顷，播种面积55.68万公顷，粮食总产72.03万吨，棉花总产2.49万吨，工农业总产值97669万元占自治区的1/3，粮食、棉花、甜菜分别占自治区的21.8%、31%、99%。
1962年4月，继苏联驻伊宁、乌鲁木齐领事馆在新疆发放苏侨证，在中国公民中大批发展苏侨后，苏联边防部队又在中国新疆同苏接壤的边界上打开口子，吸引新疆塔城、裕民、霍城、额敏等县边境居民逃苏者6万多人，带走牲畜30多万头，使40多万亩土地未能播种，大量已播种土地荒芜。为在“伊塔事件”发生地区尽快恢复社会秩序，恢复和发展生产，周恩来总理指示兵团维持治安、劝阻边民外逃，对边民外逃留下的农牧业生产及基层工作实行“三代”（代耕、代牧、代管），并要求兵团沿中苏边界建立国营农场带。1962年5月，兵团从农四师、五师、六师、七师、八师、十师及兵团直属单位抽调干部810名、工人16750人组成工作队，赴指定地点执行任务。到1966年底，兵团共在伊犁、博乐、塔城、阿勒泰地、州边境建成农场38个:57。
1963年9月，自治区“三干会”组织与会代表数百人参观农七师二十团、农八师二十三团。会议提出“兵团方向，公社特点，全面规划，逐步实现”建设有“好条田、好林带、好渠道、好道路、好居民点”的社会主义新农村。兵团创建“五好”连队方法在新疆农村迅速推广。自1961年开展“五好”运动至1965年底，全兵团共评出1885个“五好”连队（含相当于连队的单位）:57。
1965年7月5日，周恩来总理、陈毅副总理在出访回国途经新疆时，视察兵团石河子垦区，在石河子招待所接见部分团以上领导干部及兵团军垦战士、劳动（工作）模范、上海支边青年代表，并为兵团题词：“高举毛泽东思想的胜利红旗，备战防边、生产建设、民族团结、艰苦奋斗、努力革命、奋勇前进！”在石河子总场一块条田边的林阴下，周恩来看望12位上海青年代表，并发表了著名的“出身不能选择，道路可选择”谈话:57。
文化大革命爆发后，新疆生产建设兵团连续发生重大武斗事件。与此同时，兵团事业遭严重破坏，生产不断下降。文革第二年，兵团历史上第一次出现经营亏损，数额达3849万元。此后几年亏损额日益增加，至1975年10年累计经营亏损7.94亿元人民币，兵团经济濒临崩溃。
1975年3月25日，中共中央、国务院、中央军委联合发文，撤销新疆生产建设兵团的领导机构，成立新疆维吾尔自治区农垦总局，主管全疆国营农牧场的业务工作。当时认为改变兵团体制更有利于加强党的一元化领导，有利于增进各族人民的团结，有利于加强反修战备，有利于经济建设的统一规划:57。其背景是邓小平主持中共中央政治局、中共中央军委日常工作，“军队要整顿”。当时全国各生产建设兵团，包括新疆生产建设兵团、黑龙江生产建设兵团、内蒙古生产建设兵团等，都是隶属于各大军区的正军级单位；兵团、农建师、团场、营、连各级干部主官均为现役军队干部，连队人员则为国家正式农垦职工。截至1975年底，全国一刀切所有这种体制的军队领导的农垦单位全部脱离军队，划归地方。其中的现役军人干部或者转业留在农垦单位、或者转业回老家，极少量被调回军队另行安置。新疆生产建设兵团撤销后，各农建师改为地区农垦局，划归各地区行政公署领导；新疆农垦总局仅有业务指导权。例如农一师改为阿克苏地区农垦局。
1975年5月24日，自治区党委决定，成立新疆维吾尔自治区农垦总局。该总局一直延续到1981年:57。
1976年1月2日，国务院批准设立石河子地区及石河子市。起初石河子市是石河子地区下辖县级市，区划面积460平方公里，1984年改成自治区直辖市:57。

### 恢复重建

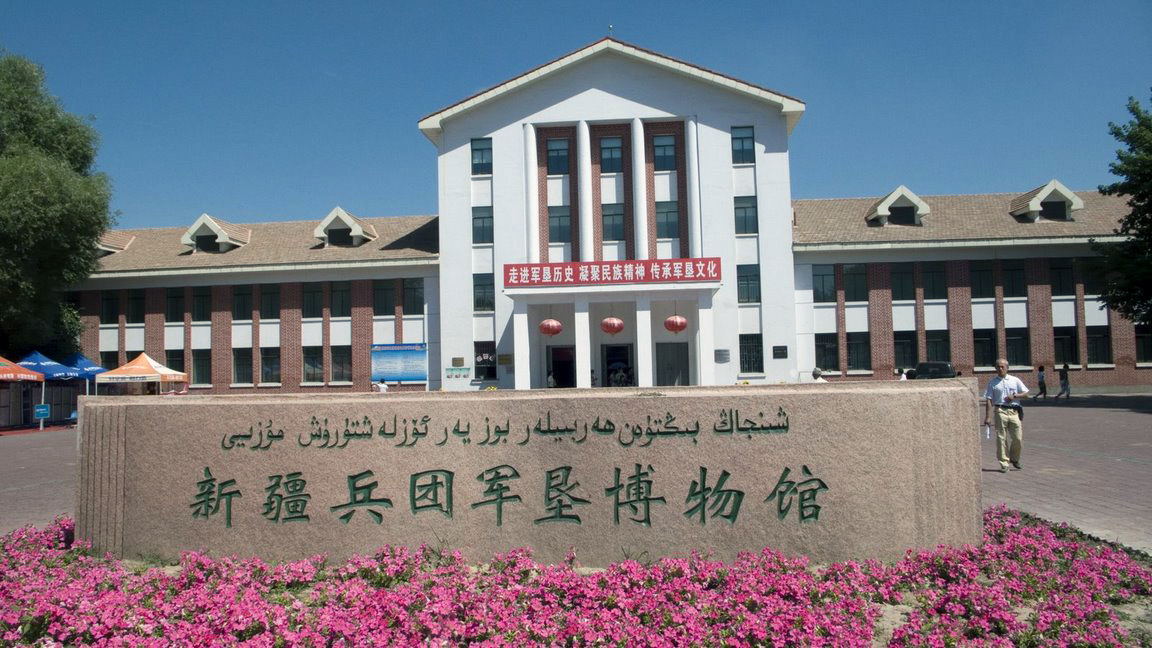
位于石河子市的新疆兵团军垦博物馆

1978年，根据王震的指示，国家农垦总局派工作组到新疆调查新疆国营农场体制下的问题，调查结果显示，兵团经营亏损严重是受文革影响，跟兵团体制无关。
1980年3月14日、15日，中共中央书记处总书记胡耀邦在北京主持召开（第一次）西藏工作座谈会，形成《西藏工作座谈会纪要》。1980年4月7日，中共中央以“中发〔80〕31号文件”发出《关于转发〈西藏工作座谈会纪要〉的通知》，批转《西藏工作座谈会纪要》给全党全国，决定西藏的工作“以藏族干部和藏族人民为主”。1980年5月29日，胡耀邦在西藏自治区干部大会上提出，西藏在一个时期内要办好六件大事，其中第六件事是“要正确执行党的民族干部政策”，在一个短时间内把西藏脱产干部队伍包括教员，藏族干部比例提高到三分之二至八成；在西藏的汉族干部“要有计划地、相当大批地回到内地去妥善安排工作”。新疆在传达胡耀邦在西藏自治区干部大会上的讲话与中央31号文件时，时任中共新疆维吾尔自治区党委第一书记汪锋提出“新疆也应按这个精神办，要绝大多数汉族干部、职工退回内地”。这时，一些混乱言论也流传起来，引起在疆汉族情绪浮动，其间还有新疆农垦系统的上海知青不願繼續在新疆承受背井離鄉的苦難要求回上海；维族则大受鼓舞，民族情绪高涨，南疆喀什、阿克苏、和田地区相继发生大规模衝突事件。
1980年8月2日发生了震动全疆的高旭事件。时任南疆军区政治部副主任阿不都瓦依提·乌拉太也夫参与处理高旭事件，事后他顶着“与胡耀邦制定的民族新政策唱反调”的压力，1981年通过新华社记者张万来和秦卫东在新华社《内参》发表了乌拉太也夫对边疆民族问题长期思考总结的《关于在少数民族地区解决民族纠纷问题的八点建议》，提出“在新疆，汉族离不开少数民族，少数民族也离不开汉族”、“汉族和少数民族之间无论在生产、生活上，还是在经济、文化上，都要相互依靠，谁都离不开谁。”该观点得到邓小平的肯定，邓小平在新华社《内参》上亲笔批示：“南疆军区政治部有位副主任，提出了在少数民族地区工作的汉族离不开少数民族，同样少数民族离不开汉族。我赞成这一句话。这个观点很正确、很好。大家这样想问题、处理问题就好了。”这就是从此作为中国民族工作“两个离不开”基本方针的来源。1981年7月6日召开的中共中央书记处会议，专门讨论了新疆民族关系问题，会议纪要根据邓小平批示精神，提出“新疆的汉族干部要确立这样一个正确观点，即‘离开了少数民族干部，新疆各项工作搞不好’；新疆的少数民族干部也要确立这样一个正确观点，即‘离开了汉族干部，新疆各项工作也搞不好’”，纠正了胡耀邦、万里、汪锋在民族工作上的原则错误。1981年10月，时任中共中央总书记的胡耀邦在接见全国少数民族参观团负责人时说：“汉族和少数民族的关系是，汉族离开少数民族不行，少数民族离开汉族也不行。这个关系是相互依存、相互帮助的关系，谁也离不开谁。”
分管新疆工作的中央政治局委员、国务院副总理、新疆生产建设兵团的创立者王震在1981年上半年巡视新疆后即向邓小平提出恢复新疆生产建设兵团的构想。1981年8月13日至14日，在中央已正式决议纠正胡耀邦、万里、汪锋在边疆民族问题上的错误的背景下，邓小平在王震、王任重陪同下到石河子垦区视察，参观了棉田、农科所、原兵团战士的家之後，邓小平说：“原生产建设兵团的业绩，新疆各族人民不会忘记，党中央不会忘记。”又指出：“兵团事业要大发展，兵团肩负着屯垦戍边的重任，要为新疆的稳定作出贡献。”邓小平此次视察对日后恢复兵团起了决定性作用。邓小平回北京后,在一次重要会议上指出：“新疆生产建设兵团恢复起来确有必要。组织形式与军垦农场不同，任务还是党、政、军结合。新疆生产建设兵团，就是现在的农垦部队，是稳定新疆的核心。”:57
遵照邓小平的指示，国家农委党组和中共新疆维吾尔自治区党委很快给中央起草了《关于恢复新疆生产建设兵团的报告》。经王震多次亲笔修改及国家农委党组、中共新疆维吾尔自治区党委多次讨论，9月22日正式成文。该报告提出，从防御霸权主义入侵，维护祖国的领土完整和建设社会主义富强、文明的新疆的战略考虑，建议中共中央、国务院和中央军委恢复新疆生产建设兵团的体制。
1981年10月11日，中共中央决定调时任中共吉林省委第一书记的王恩茂回新疆工作。14日王恩茂抵达北京。19日中共中央书记处开会讨论新疆问题，并形成“中共中央书记处领导同志同新疆领导同志谈话的要点”。王恩茂自北京启程赴新疆前，邓小平对他作了五方面指示，强调新疆生产建设兵团，就是现在的农垦部队，是稳定新疆的核心，新疆生产建设兵团要恢复。
1981年12月3日，中共中央、国务院、中央军委联合发出《关于恢复新疆生产建设兵团的决定》指出，“生产建设兵团在过去的长期的建设边疆、保卫边疆的斗争中，作出了很大的成绩”，并指出“生产兵团屯垦戍边，发展农垦事业，对于发展自治区各民族的经济、文化建设，防御霸权主义侵略，保卫祖国边疆，都有十分重要的意义。”中央希望兵团各级党委和干部职工“总结历史经验，继承革命传统，谦虚谨慎，戒骄戒躁，发扬成绩，克服缺点，认真执行党的民族政策，同新疆各族人民团结一致，艰苦奋斗，为建设边疆、保卫边疆作出新的贡献。”1982年6月1日，恢复新疆生产建设兵团庆祝大会在乌鲁木齐召开，受中央委托，王震专程到新疆出席大会并发表讲话。此后兵团成为稳定新疆局势的支柱。
1975年兵团撤销时的全称是“中国人民解放军新疆军区生产建设兵团”，而1981年中央批准恢复的名称是“新疆生产建设兵团”。邓小平在视察新疆时就此解释：“生产兵团恢复起来，这是稳定的力量，不要用解放军的名义……解放军不要搞得太复杂了，如用解放军的名义，搞军衔就要轮到它，几万人不好办。”

### 重建后
1983年3月23日，兵团发出《关于贯彻全国农垦工作会议精神的通知》，要求贯彻中央〔1983〕11号文件，解放思想，放宽政策，大胆改革，治穷致富，进一步完善家庭联产承包责任制。家庭联产承包责任制在兵团种植业中以空前规模全面推行。1983年9月，农七师一三一团四连职工耿千里创办兵团首个家庭农场。至同年底，已有1066户职工签订试办家庭农场合同:58。
1983年11月5日，自治区党委批复：同意恢复和建立兵团各级法院、检察、公安、司法行政机构。据此，兵团设立公安局、人民检察院、自治区高级人民法院兵团分院、兵团司法局。各师（局）及垦区设立了相应机构:58。
1984年7月，兵团党委提出“抓住主体，发展两翼”的农场改革方针，作为“一翼”的庭院经济受重视。同年9月，兵团党委决定给每户农工划分1到1.5亩自用地和宅基地（简称“两用地”），鼓励家庭种植、养殖和加工副业生产（后称“庭院经济”），扶持职工劳动致富:58。
1986年7月，兵团成立农牧业保险公司，各师局也成立相应机构。这是全国首家“种养”两业保险的公司。2002年9月该公司更名“中华联合财产保险公司”:58。
1990年3月13日，国务院下发《国务院关于调整新疆生产建设兵团计划管理体制和有关问题的通知》（国函〔1990〕24号），明确“新疆生产建设兵团的国民经济和社会发展计划按行业纳入国务院有关部门计划，实行单列。兵团可以向国务院部门直接请示、报告工作、联系有关业务。各部门召开的有关会议通知兵团派人参加，有关文件发给兵团。”:58
1990年3月30日，兵团颁布《兵团国营企业职工退休费实行社会统筹暂行办法》，要求兵团、师设管理机构，1990年在兵团全面实行。这是兵团社会保障体制改革的第一步，兵团社会保障体系开始架构并逐步完善，建起“三条保障线”制度:58。
1990年8月27日，中共中央总书记江泽民视察石河子总场、八一棉纺织厂，接见部分支边青年代表，走访农工家庭，听取兵团工作汇报，并在视察结束时为兵团题词：“新疆生产建设兵团，艰苦奋斗，屯垦戍边，建设边疆，保卫边疆，维护祖国统一，增强民族团结，促进各民族共同繁荣。”:58
1992年12月7日，自治区人民政府批准设立石河子经济技术开发区。2000年4月24日，国务院正式批准其升格为国家级经济技术开发区。这是中国最西部的国家级开发区，是中国唯一定位于面向欧亚大陆桥沿线各国的出口外向型国家级开发区:58。
1994年3月，兵团对100个规模小、人员少、长期亏损的国有商贸企业试行国有民营改革。截至同年6月，全兵团已有68家国有商业企业以及541个自然门店、柜组、车间、车队实行国有民营。产权制度改革随后扩大到全部工交建商企业:59。
1994年4月19日，兵团党委出台关于贯彻《中共中央关于建立社会主义市场经济体制若干问题决定》的决定，提出按照现代企业制度要求建立团场经济新体制的框架，提出农牧团场由“两费”（生产资料费和生活资料费）自理逐渐向“四自”（自主经营、自负盈亏、自我发展、自我约束）过渡，成为市场主体:59。
1994年10月，兵团成立40周年之际，兵团党委发出“奋起二次创业，再造兵团辉煌”的号召。1996年6月26日，百花村在上海证券交易所上市，是兵团首家上市公司。百花村总部位于乌鲁木齐市中山路，主营业务在2000年代实现了从商业、餐饮娱乐业向信息产业、房地产转型。截至2004年，兵团的上市公司已达11家。1996年9月11日，石河子大学成立。1997年2月，农四师武装民兵在伊犁哈萨克自治州、伊犁地区、伊宁市党委和兵团、农四师党委的领导下，配合武装部队和公安干警，平息伊宁二·五事件:59。
1998年4月29日，国家发展计划委员会、国家经济贸易委员会、国务院经济体制改革办公室联合发文《关于组建中国新建集团公司和中国新建集团的批复》（计规划〔1998〕735）批准组建中国新建集团公司，以中国新建集团公司为母公司组建中国新建集团，开展国家大型企业集团试点。兵团对外使用“中国新建集团公司”名称，享受国家大型企业集团试点的各项政策:59。中国新建集团公司在国家工商管理局登记注册，取得法人资格:59。
1998年12月30日，兵团党委在兵团党委四届六次全委（扩大）会议上提出，兵团决心用三年左右时间，基本解决农牧团场、连队的农牧工危旧住房改造问题，计划改造15万户。兵团农牧团场面貌开始发生大变化:59。2000年9月，兵团启动边境团场“金边工程”建设，首批进入示范建设的团场有六十二团、九〇团、一〇八团、一六四团、一八五团。该工程包括团场危旧住房改造、社会事业建设、公路建设、饮水工程。不久兵团在边境团场实施“金边工程”建设项目，计划用5年建设基础设施:60。
1999年4月29日，新疆塔里木农业综合开发股份有限公司在上海证券交易所上市，这是兵团首家农业上市公司:59。
1999年12月30日，农八师石河子市举行庆祝大会，宣布该市北泉镇人民政府成立，这是兵团174个农牧团场中首次成立的乡级人民政府:59。
2000年2月22日，兵团在石河子召开实施西部大开发战略现场会，兵团提出“服从一个大局，参与三大建设，选准四个突破口，集中做大一个垦区”的思路，提出了把加快实施以石河子经济技术开发区和石河子城市基础设施建设作为工作突破口，以加快“400万亩节水灌溉工程”、“边境团场建设工程”、“白、绿、红工程”、“垦区城镇建设工程”为切入点的西部大开发战略目标:60。
2000年8月9日，自治区在哈密举行加强兵地融合促进经济结构调整现场会，自治区党委、自治区人民政府，各地州及兵团党委、各师领导到会。哈密地区与兵团农十三师开展融合共建活动，其融合发展经验受到自治区和兵团重视:60。
2000年12月28日，兵团党委召开四届八次全委（扩大）会议，提出“发展壮大兵团，致富职工群众”的号召:60。
2001年2月，经中央机构编制委员会批准，兵团乌鲁木齐农场管理局、哈密农场管理局、和田农场管理局分别更名为新疆生产建设兵团农业建设第十二师、第十三師、第十四师。11月28日，新疆生产建设兵团农业建设第十三师举行揭牌仪式:60。
2001年4月5日，兵团党委和兵团出台《关于深化兵团农牧团场改革的意见》（“1+3”配套文件）等政策文件，扩大职工群众在经济上的自主权和政治上的基层民主，促进农业和农牧团场的改革和发展:60。
2001年6月1日，兵团统计局公布首次人口普查结果，兵团总人口248.05万人，比1954年兵团成立时人口总数增加230余万人:60。
2001年6月8日到13日，中共中央政治局常委、国家副主席、中央军委副主席胡锦涛视察自治区和兵团:60。
2001年9月5日，兵团下发《关于加快兵团国有工交建商企业改革和发展的意见》（“1+8”系列文件），使国有企业由经营管理方式改革逐步转向制度创新改革，并在建立现代企业制度、结构调整等方面取得突破:60。
2001年10月，兵团国有资产管理委员会成立。12月12日，兵团国有资产经营公司挂牌。兵团党委提出，要建立兵团、师两级国有资产管理体制，兵团、师分别成立国有资产管理委员会，由兵团国资委代表兵团对各师综合授权。在“两级管理”基础上，按照行政管理与资本运营相分离的原则，形成国有资产行政管理和经营的两个运作体系:60。
2002年1月7日，石河子市与深圳市、大连市、杭州市、南宁市被建设部授予首届“中国人居环境奖”，成为西北地区唯一获奖城市:60。
2003年5月26日，国务院新闻办公室发表《新疆的历史与发展》白皮书，这是中国政府发表的首个有关新疆的白皮书，其中专门介绍了新疆生产建设兵团的建立、发展和作用:60。
2004年1月19日，阿拉尔市、图木舒克市、五家渠市在同一天挂牌:60。
2014年1月，兵团党委六届十二次全委（扩大）会议提出，成立中国新建集团有限责任公司筹组工作领导小组办公室，启动中国新建集团有限责任公司筹组运作。2014年6月底，中国新建集团有限责任公司的组建框架方案出台，以推进政企分开为突破口，构建兵团特殊管理体制与市场机制相适应的国资管理和国企运营方式，在更高层面搭建投融资和资本运营平台。截至6月底，已对兵团、师国资委监管的1219家企业进行摸底分析，提出不同类别国有企业差异化管理的初步意见，提出做实中国新建集团有限责任公司的框架方案、电力集团及煤业集团组建方案，兵团石油化工有限责任公司组建，兵团矿业公司成立，兵团物资储运工贸公司完成公司制改制，成立兵储物流有限责任公司，拟同招商局物流集团合作发展现代物流业。
2020年7月31日，美国宣布以“涉及对新疆维吾尔族和其他少数民族的侵犯人权行为”为由，对新疆生产建设兵团实施制裁。
2021年3月22日，繼美國之後，歐盟，英國及加拿大也宣佈以“涉及对新疆维吾尔族和其他少数民族的人权侵犯”为由，对新疆生产建设兵团相关人员实施制裁。

## 建制
新疆生产建设兵团受中央人民政府（即国务院）和新疆维吾尔自治区人民政府的双重管辖，享有省级的行政、经济权限，并在国民经济和社会发展方面实行国家计划单列。兵团的党务、税收、司法事务受自治区相关部门管辖，行政、经济、财政等则由中央政府管理并依照国家法律自行管理内部的行政、司法事务。在统计方面，兵团的人口和面积一般都计入地方县区级人民政府的统计中（兵团城市除外）。
新疆生产建设兵团的管理体系主要有兵团、师、团三级管理体制。根据《新疆生产建设兵团行政机关机构编制管理办法》等规定，兵团本级为副省部级单位；兵团机关工作部门、兵团所属各师为正地厅级（正师级）单位；师机关工作部门、师所属各团场为正县处级（正团级）单位；团场机关工作部门为正乡科级单位。
兵团设第一政治委员、政治委员、司令员三个主官职位。兵团第一政治委员由中共新疆维吾尔自治区党委书记兼任。兵团政治委员和司令员兼任自治区的党、政副职，由中共中央和国务院直接任免，由中共中央组织部按照干部管理权限负责考核，其行政职级为副省级。自车俊开始，兵团政治委员高配为正部长级。兵团部设在乌鲁木齐市。
兵团的师与自治区直辖的兵团县级市实行“师市合一”体制，师设专职的政治委员和师长两个主官职位，行政级别为地厅级。这些兵团县级市产生的自治区人大代表以各市为单位组团参加自治区人民代表大会。
兵团的团场单位包括团、农场、牧场等，一般统称为“农牧团场”。团场一般数字番号，也有以地名命名的。
在兵团部、各师师部和团场集中的垦区，设有三级公安局、人民检察院、人民法院机构。
2017年11月29日，新疆维吾尔自治区第十二届人民代表大会常务委员会第三十三次会议通过《新疆维吾尔自治区人民代表大会常务委员会关于设立兵团工作委员会、授予新疆生产建设兵团行政执法权的决定》，决定设立新疆维吾尔自治区人民代表大会常务委员会兵团工作委员会，作为自治区人大常委会的派出机构，授予新疆生产建设兵团行政执法权。
1998年12月29日，第九届全国人民代表大会常务委员会第六次会议通过了《关于新疆维吾尔自治区生产建设兵团设置人民法院和人民检察院的决定》，确立了兵团各级人民法院和人民检察院的法律地位，并就其机构设置、监督关系、案件管辖、人事任免等问题作了原则性规定。根据该决定，在新疆维吾尔自治区设立新疆维吾尔自治区高级人民法院生产建设兵团分院，作为新疆维吾尔自治区高级人民法院的派出机构；在新疆生产建设兵团设立若干中级人民法院；在新疆生产建设兵团农牧团场比较集中的垦区设立基层人民法院；新疆维吾尔自治区人民检察院在新疆生产建设兵团设置下列人民检察院，作为自治区人民检察院的派出机构：新疆维吾尔自治区生产建设兵团人民检察院；新疆维吾尔自治区生产建设兵团人民检察院分院；在农牧团场比较集中的垦区设置基层人民检察院。新疆维吾尔自治区生产建设兵团人民检察院领导生产建设兵团人民检察院分院以及基层人民检察院的工作。2005年6月6日，《最高人民法院关于新疆生产建设兵团人民法院案件管辖权问题的若干规定》（法释〔2005〕4号）施行。
副军级建制的中国人民解放军新疆生产建设兵团军事部执行省军区的职责权限，如兵役动员、预备役编组、民兵工作等。兵团的各支民兵应急反应分队，是新疆维护稳定、处置突发事件的重要力量。
1983年，兵团的武装连队改编为武警建制，整编为中国人民武装警察部队新疆生产建设兵团指挥部（简称“武警兵团指挥部”，正师级）及其所属的各支队、大队、中队。2017年10月，在武警部队改革调整中，中国人民武装警察部队新疆生产建设兵团指挥部整编成立为中国人民武装警察部队新疆生产建设兵团总队。整编后的兵团总队主要担负兵团辖区看押、看守、警卫、守卫、城市武装巡逻和自治区疆内反恐维稳任务。

### 兵团机关
根据有关规定，新疆生产建设兵团（中国新建集团公司）机关设置下列机构：（除注明外为正师厅级）

#### 工作部门
- 新疆生产建设兵团发展和改革委员会
- 新疆生产建设兵团教育局
- 新疆生产建设兵团科学技术局
- 新疆生产建设兵团工业和信息化委员会
- 新疆生产建设兵团公安局
- 新疆生产建设兵团司法局
- 新疆生产建设兵团民政局
- 新疆生产建设兵团财政局
- 新疆生产建设兵团人力资源和社会保障局
- 新疆生产建设兵团自然资源局
- 新疆生产建设兵团生态环境局
- 新疆生产建设兵团住房和城乡建设局
- 新疆生产建设兵团交通运输局
- 新疆生产建设兵团水利局
- 新疆生产建设兵团农业农村局
- 新疆生产建设兵团商务局
- 新疆生产建设兵团文化体育广电和旅游局
- 新疆生产建设兵团卫生健康委员会
- 新疆生产建设兵团退役军人事务局
- 新疆生产建设兵团审计局
- 新疆生产建设兵团国有资产监督管理委员会
- 新疆生产建设兵团统计局
- 新疆生产建设兵团市场监督管理局
- 新疆生产建设兵团外事侨务办公室
- 新疆生产建设兵团应急管理局
- 新疆生产建设兵团监狱管理局
- 新疆生产建设兵团医疗保障局
- 新疆生产建设兵团林业和草原局
- 新疆生产建设兵团扶贫开发办公室
- 新疆生产建设兵团地方金融监督管理局
- 新疆生产建设兵团对口援疆工作协调领导小组办公室

（兵团发展和改革委员会加挂粮食和物资储备局牌子。兵团教育局加挂体育局、语言文字工作委员会牌子。兵团建设局加挂生态环境局牌子。兵团水利局加挂水产局牌子。兵团农业局加挂林业局、畜牧兽医局牌子。兵团外事侨务办公室加挂旅游局、侨联牌子。兵团应急管理局与煤矿安全监察处合署办公。兵团地方金融监督管理局加挂兵团金融监督管理局、兵团企业改制上市管理办公室牌子。）

### 直属事业单位
- 新疆农垦科学院
- 新疆生产建设兵团供销合作社联合社
- 石河子大学
- 塔里木大学
- 新疆政法学院
- 新疆石河子职业技术学院（副厅级）
- 塔里木职业技术学院（副厅级）
- 铁门关职业技术学院（副厅级）
- 新疆生产建设兵团兴新职业技术学院（新疆生产建设兵团高级技工学校、新疆生产建设兵团职业技师培训学院）（副厅级）
- 图木舒克职业技术学院（副厅级）
- 可克达拉职业技术学院（副厅级）
- 新星职业技术学院（副厅级）
- 昆玉职业技术学院（副厅级）
- 新疆生产建设兵团开放大学

#### 派出机构

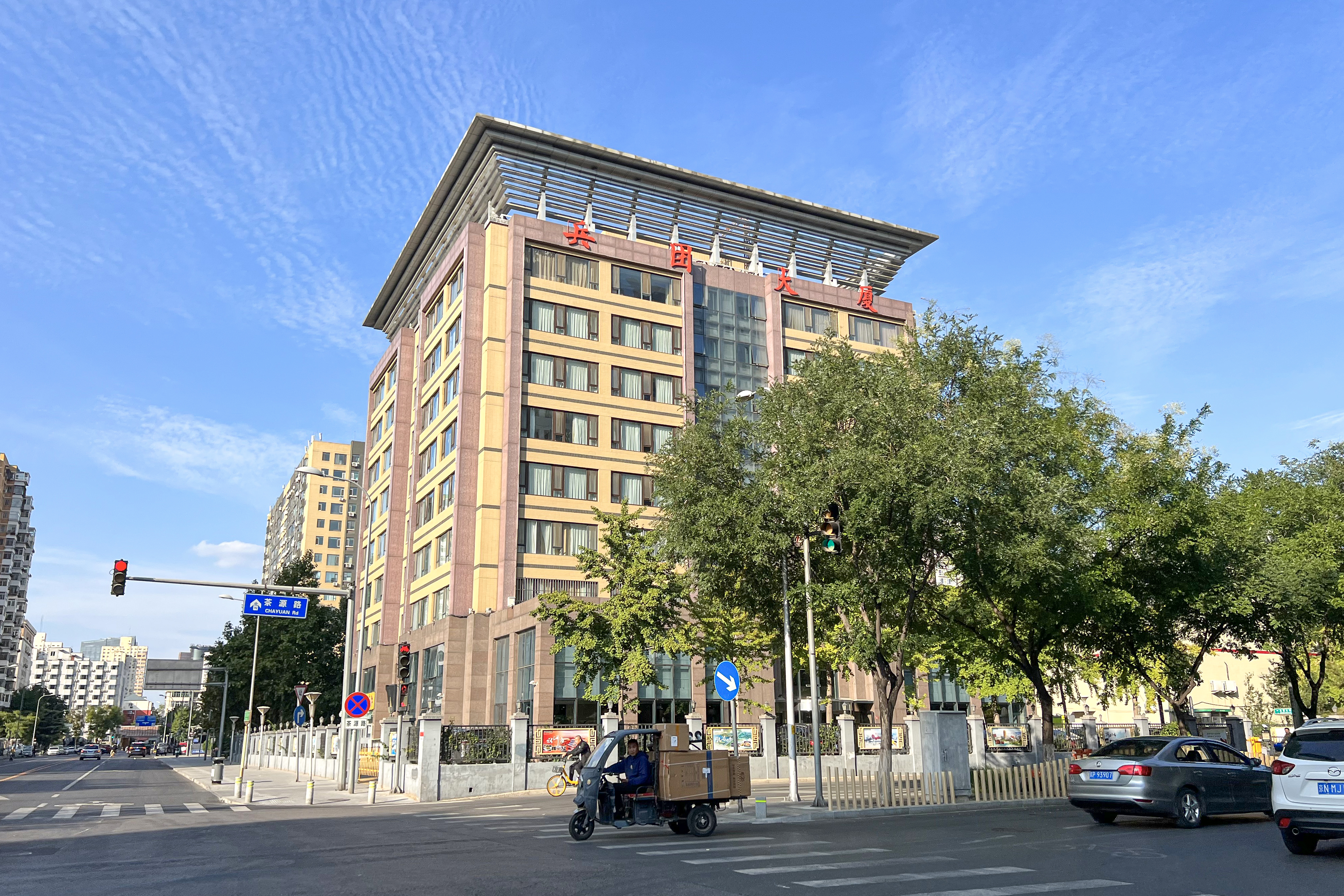
北京兵团大厦为新疆兵团驻京办所在地，位于西城区广外马连道南街6号院2号楼

- 新疆生产建设兵团驻北京办事处

### 各师及所辖农牧团场
新疆生产建设兵团的人员大都是从中国人民解放军第一野战军的第一兵团和第二十二兵团转业而来的。目前兵团下设14个师（其中包含1个建筑工程师）及185个农牧团场（其中包含11个建筑工程团），插花地分布于自治区全境。
- 第一师：1953年成立，分布在阿克苏地区，师部驻阿拉尔市（师市合一）。前身是第一兵团第二军步兵第五师，最早是中国工农红军第二方面军第六军团和国民革命军第十八集团军一二零师三五九旅，以“生在井冈山，长在南泥湾，转战数万里，屯垦在天山”闻名。
- 第二师：1953年成立，主要分布在巴音郭楞蒙古自治州境内，师部驻铁门关市（师市合一）。前身是第一兵团第二军步兵第六师。
- 第三师：1966年成立，主要分布在喀什地区境内，师部驻图木舒克市（师市合一）。前身是第一兵团第五军步兵第十四师。
- 第四师：1953年成立，主要分布在伊犁哈萨克自治州直属伊犁地区境内，师部驻可克达拉市（师市合一）。前身是第一兵团第五军步兵第十五师。
- 第五师：1953年成立，主要分布在博尔塔拉蒙古自治州境内，师部驻双河市（师市合一），前身是第一兵团第六军步兵第十六师。
- 第六师：1953年成立，主要分布在昌吉回族自治州境内，师部驻五家渠市（师市合一）。前身是第一兵团第六军步兵第十七师，即西北野战军新四旅。
- 第七师：1953年成立，主要分布在奎屯附近，师部驻奎屯市，拥有胡杨河市（师市合一），前身是第二十二兵团第九军步兵第二十五师。
- 第八师：1953年成立，主要分布在石河子附近，师部驻石河子市（师市合一），前身是第二十二兵团第九军步兵第二十六师。
- 第九师：1962年成立，主要分布在伊犁哈萨克自治州塔城地区北部边境地区，师部驻白杨市（师市合一），前身是第二十二兵团第九军步兵第二十七师。
- 第十师：1959年成立，主要分布在伊犁哈萨克自治州阿勒泰地区境内，师部驻北屯市（师市合一），前身是第二十二兵团骑兵第七师。
- 第十一师（建筑工程师）：1953年成立，以工业、工程施工为主，师部驻乌鲁木齐市，前身是第二十二兵团骑兵第八师。
- 第十二师：即原乌鲁木齐农场管理局，1982年成立，2001年改为现名，主要分布在乌鲁木齐市境内，师部驻乌鲁木齐市。
- 第十三师：即原哈密农场管理局，1982年成立，2001年改为现名，主要分布在哈密市境内，师部驻新星市（师市合一）。
- 第十四师：即原和田农场管理局，1982年成立，2001年改为现名，主要分布在和田地区境内，师部驻昆玉市（师市合一）。

## 人口
| 各师市                             | GDP总量（百万元） | GDP总量（百万元） | GDP总量（百万元） | GDP总量（百万元） | 产业结构比重（%） | 产业结构比重（%） | 产业结构比重（%） | 人均GDP | 人均GDP | 人均GDP | 人均GDP    |
| 各师市                             | 位次              | 本币              | 美元              | 比重 （%）        | 一产              | 二产              | 三产              | 位次    | 本币    | 美元    | 比重 （%） |
| ---------------------------------- | ----------------- | ----------------- | ----------------- | ----------------- | ----------------- | ----------------- | ----------------- | ------- | ------- | ------- | ---------- |
| 兵团                               |                   | 119,721           | 18,966            | 100               | 32.44             | 39.69             | 27.87             |         | 45,501  | 7,208   | 100        |
| 八师（石河子市）                   | 1                 | 27,612            | 4,374             | 23.06             | 25.71             | 42.22             | 32.06             | 4       | 48,257  | 7,645   | 106        |
| 一师（阿拉尔市）                   | 2                 | 16,139            | 2,557             | 13.48             | 54.87             | 25.65             | 19.48             | 3       | 54,242  | 8,593   | 119        |
| 六师（五家渠市）                   | 3                 | 15,651            | 2,479             | 13.07             | 27.43             | 46.24             | 26.32             | 5       | 48,098  | 7,619   | 106        |
| 七师（奎屯市）                     | 4                 | 9,462             | 1,499             | 7.90              | 37.59             | 38.21             | 24.20             | 7       | 42,450  | 6,725   | 93         |
| 四师（可克达拉市）                 | 5                 | 8,712             | 1,380             | 7.28              | 32.03             | 47.71             | 20.26             | 9       | 38,105  | 6,036   | 84         |
| 二师（铁门关市）                   | 6                 | 7,604             | 1,205             | 6.35              | 41.04             | 35.49             | 23.47             | 8       | 39,907  | 6,322   | 88         |
| 三师（图木舒克市）                 | 7                 | 5,903             | 935               | 4.93              | 51.36             | 20.20             | 28.43             | 13      | 27,587  | 4,370   | 61         |
| 十二师（原乌鲁木齐农场管理局）     | 8                 | 5,031             | 797               | 4.20              | 11.80             | 56.86             | 31.34             | 2       | 64,664  | 10,244  | 142        |
| 十一师（建工师）                   | 9                 | 4,328             | 686               | 3.62              | 0.08              | 90.17             | 9.76              | 1       | 77,681  | 12,306  | 171        |
| 五师（双河市）                     | 10                | 4,172             | 661               | 3.48              | 43.95             | 28.59             | 27.46             | 11      | 36,045  | 5,710   | 79         |
| 十三师（原哈密农场管理局，新星市） | 11                | 4,000             | 634               | 3.34              | 28.53             | 50.95             | 20.51             | 6       | 45,840  | 7,262   | 101        |
| 十师（北屯市）                     | 12                | 2,919             | 462               | 2.44              | 30.05             | 46.99             | 22.96             | 10      | 36,757  | 5,823   | 81         |
| 九师（白杨市）                     | 13                | 2,028             | 321               | 1.69              | 41.41             | 28.72             | 29.87             | 12      | 27,912  | 4,422   | 61         |
| 十四师（原和田农场管理局，昆玉市） | 14                | 1,041             | 165               | 0.87              | 54.60             | 27.21             | 18.19             | 14      | 25,358  | 4,017   | 56         |
| 其他部门                           |                   | 5,119             | 811               | 4.28              | 4.51              | 11.44             | 84.05             |         | 101,654 | 16,104  | 223        |

兵团2009年总人口为257.31万。兵团的民族构成为：
| 兵团民族构成（2002年数据） | 兵团民族构成（2002年数据） | 兵团民族构成（2002年数据） |
| 民族                       | 人口                       | 百分比                     |
| -------------------------- | -------------------------- | -------------------------- |
| 汉族                       | 2 204 500                  | 88.1                       |
| 维吾尔族                   | 165 000                    | 6.6                        |
| 回族                       | 64 700                     | 2.6                        |
| 哈萨克族                   | 42 700                     | 1.7                        |
| 蒙古族                     | 6 200                      | 0.3                        |
| 其他                       | 18 100                     | 0.7                        |

兵团各师当中，以第八师人口最多，共有57.93万人（2002年数据）。

## 经济
| 年份 | GDP结构(万元) | GDP结构(万元) | GDP结构(万元) | GDP结构(万元) | GDP结构(万元) | GDP结构(万元) | GDP结构(万元) | GDP 人均值 (元) |
| 年份 | GDP总额       | 第一产业      | 第一产业      | 第二产业      | 第二产业      | 第三产业      | 第三产业      | GDP 人均值 (元) |
| 年份 | GDP总额       | 总额          | (%)           | 总额          | (%)           | 总额          | 比重(%)       | GDP 人均值 (元) |
| 1950 | 2,351         | 579           | 24.63         | 1,018         | 43.3          | 754           | 32.07         |                 |
| 1952 | 11,995        | 2,364         | 19.71         | 7,496         | 62.49         | 2,135         | 17.80         | 878             |
| 1954 | 11,780        | 1,721         | 14.61         | 7,459         | 63.32         | 2,600         | 22.07         | 723             |
| 1957 | 23,306        | 4,730         | 20.3          | 11,415        | 48.98         | 7,161         | 30.73         | 764             |
| 1962 | 41,328        | 12,458        | 30.14         | 16,862        | 40.8          | 12,008        | 29.06         | 478             |
| 1965 | 56,461        | 19,359        | 34.29         | 23,732        | 42.03         | 13,370        | 23.68         | 465             |
| 1970 | 61,439        | 24,935        | 40.58         | 20,481        | 33.34         | 16,023        | 26.08         | 330             |
| 1975 | 35,648        | 20,670        | 57.98         | 8,021         | 22.5          | 6,957         | 19.52         | 177             |
| 1978 | 73,999        | 35,054        | 47.37         | 22,824        | 30.84         | 16,121        | 21.79         | 374             |
| 1979 | 82,255        | 38,033        | 46.24         | 27,123        | 32.97         | 17,099        | 20.79         | 381             |
| 1980 | 101,937       | 43,846        | 43.01         | 40,988        | 40.21         | 17,103        | 16.78         | 464             |
| 1981 | 116,144       | 52,984        | 45.62         | 44,317        | 38.16         | 18,843        | 16.22         | 527             |
| 1982 | 130,730       | 58,267        | 44.57         | 49,986        | 38.24         | 22,477        | 17.19         | 593             |
| 1983 | 147,245       | 60,503        | 41.09         | 59,169        | 40.18         | 27,573        | 18.73         | 661             |
| 1984 | 169,668       | 71,390        | 42.08         | 66,787        | 39.36         | 31,491        | 18.56         | 753             |
| 1985 | 201,281       | 80,919        | 40.2          | 79,270        | 39.38         | 41,092        | 20.42         | 900             |
| 1986 | 231,330       | 93,908        | 40.59         | 87,103        | 37.65         | 50,319        | 21.75         | 1,047           |
| 1987 | 265,486       | 109,662       | 41.31         | 93,571        | 35.25         | 62,253        | 23.45         | 1,213           |
| 1988 | 327,237       | 133,177       | 40.7          | 116,232       | 35.52         | 77,828        | 23.78         | 1,508           |
| 1989 | 366,150       | 141,848       | 38.74         | 138,199       | 37.74         | 86,103        | 23.52         | 1,703           |
| 1990 | 456,919       | 209,110       | 45.77         | 146,872       | 32.14         | 100,937       | 22.09         | 2,134           |
| 1991 | 515,577       | 211,874       | 41.09         | 175,754       | 34.09         | 127,949       | 24.82         | 2,391           |
| 1992 | 563,449       | 205,214       | 36.42         | 197,548       | 35.06         | 160,687       | 28.52         | 2,590           |
| 1993 | 646,732       | 221,819       | 34.3          | 225,581       | 34.88         | 199,332       | 30.82         | 2,953           |
| 1994 | 926,005       | 378,224       | 40.84         | 280,508       | 30.29         | 267,273       | 28.86         | 4,189           |
| 1995 | 1,216,042     | 560,034       | 46.05         | 318,684       | 26.21         | 337,324       | 27.74         | 5,390           |
| 1996 | 1,313,384     | 582,270       | 44.33         | 313,684       | 23.88         | 417,430       | 31.78         | 5,672           |
| 1997 | 1,455,020     | 673,439       | 46.28         | 347,881       | 23.91         | 433,700       | 29.81         | 6,156           |
| 1998 | 1,618,257     | 725,692       | 44.84         | 382,885       | 23.66         | 509,680       | 31.50         | 6,755           |
| 1999 | 1,574,749     | 600,566       | 38.14         | 431,807       | 27.42         | 542,376       | 34.44         | 6,523           |
| 2000 | 1,764,103     | 716,298       | 40.6          | 485,276       | 27.51         | 562,529       | 31.89         | 7,276           |
| 2001 | 1,897,094     | 628,242       | 33.12         | 558,056       | 29.42         | 710,796       | 37.47         | 7,773           |
| 2002 | 2,141,330     | 763,586       | 35.66         | 605,907       | 28.3          | 771,837       | 36.04         | 8,644           |
| 2003 | 2,577,755     | 1,091,024     | 42.32         | 638,721       | 24.78         | 848,010       | 32.90         | 10,222          |
| 2004 | 2,888,118     | 1,151,287     | 39.86         | 709,091       | 24.55         | 1,027,740     | 35.59         | 11,313          |
| 2005 | 3,311,246     | 1,306,458     | 39.46         | 833,482       | 25.17         | 1,171,306     | 35.37         | 12,900          |
| 2006 | 3,760,294     | 1,421,888     | 37.81         | 994,196       | 26.44         | 1,344,210     | 35.75         | 14,605          |
| 2007 | 4,412,150     | 1,625,837     | 36.85         | 1,274,481     | 28.89         | 1,511,832     | 34.27         | 17,088          |

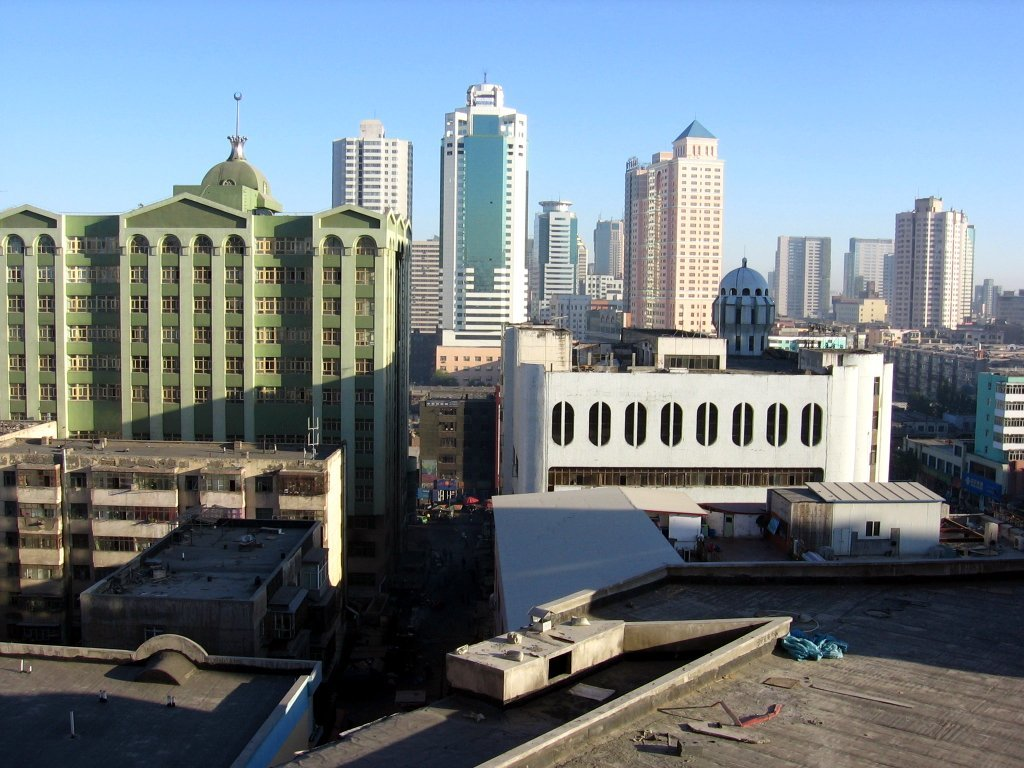
2005的新疆烏魯木齊建設成果

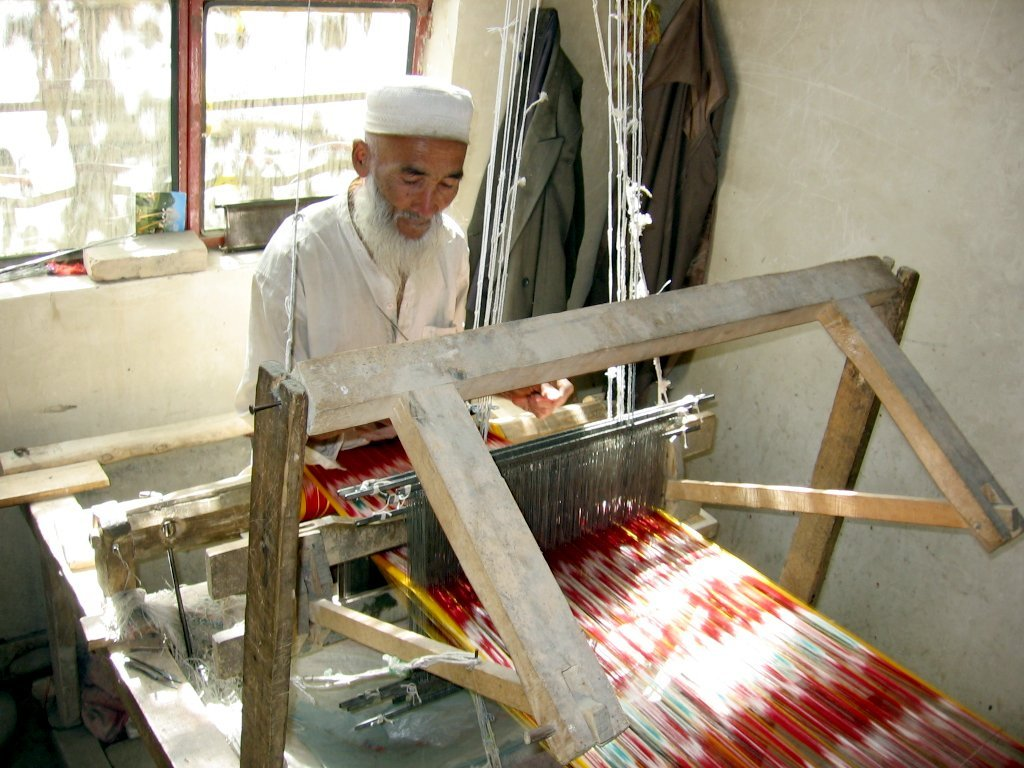
和田手工纺织

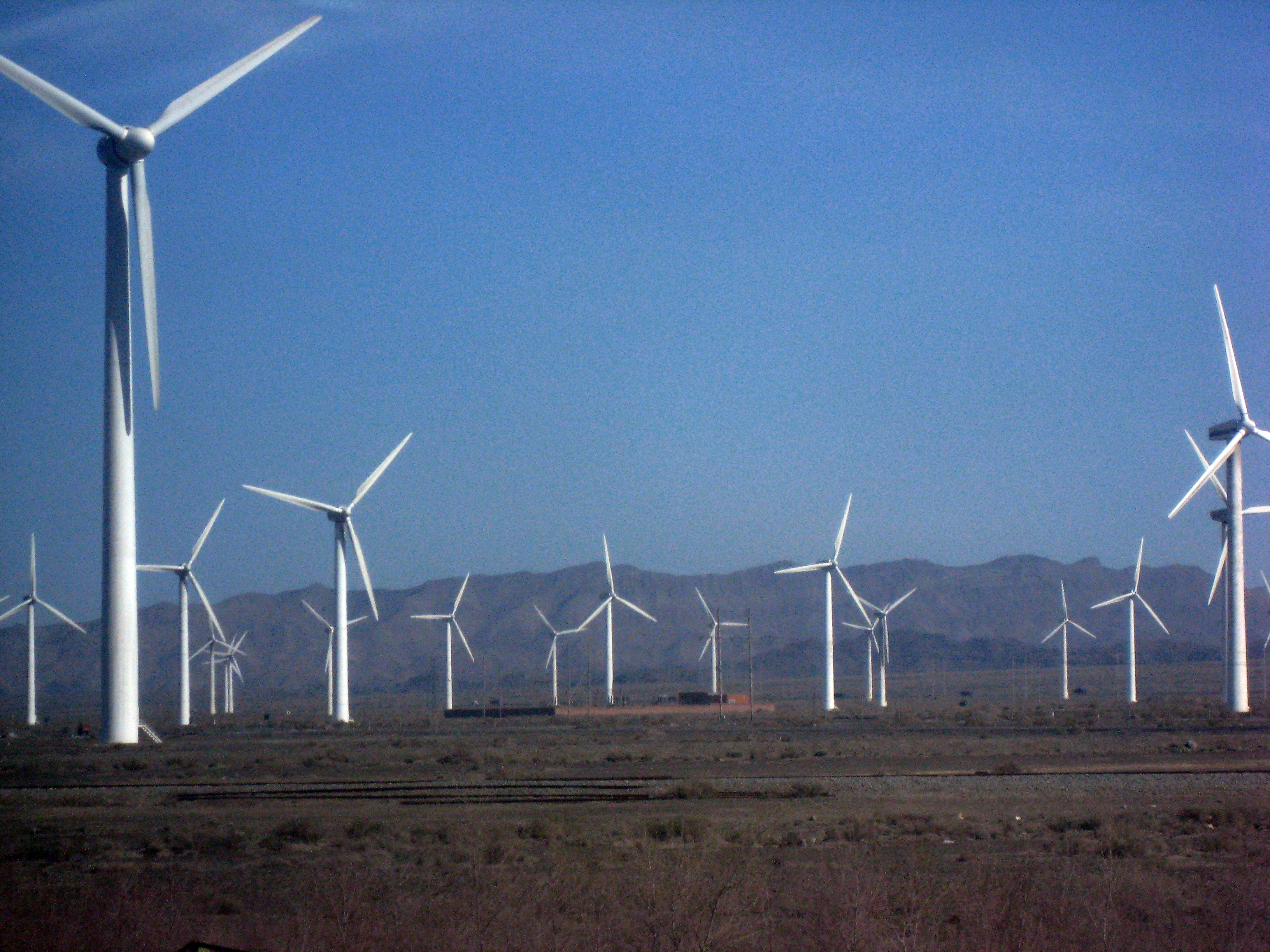
新疆風力發電廠

新疆生产建设兵团把发展经济作为当前的第一要务，利用其国家计划单列的特殊地位，积极参与全国市场的竞争。为了方便与外界的交流，它还经常使用一个企业名称——中国新建集团公司。
兵团经济目前依然以农业为支柱，核心是棉花、水果、蔬菜、粮食、油料、甜菜种植等产业，所生产的商品棉、哈密瓜、库尔勒香梨、吐鲁番葡萄、葡萄酒、番茄、番茄酱、啤酒花、美利奴羊等产品在全疆乃至全中国都具有极强的竞争力，其中商品棉和番茄酱更是在世界市场上占有举足轻重的地位。兵团的农业生产已逐步过渡到现代化阶段，既有集约化大生产，也有家庭作坊模式，在种植上普遍实现了节水灌溉和机械化耕种。棉花机械采摘率在2017年达到80%，远远领先中国其他棉花产区。
在兵团成立以前，新疆几乎没有工业。兵团成立后兴办了大量工矿企业，其中有很多后来都转交给了新疆各级政府。目前工业以农产品深加工为主，主要有食品、纺织、电力、采矿、造纸、医药、建材等门类。
除了工农业外，兵团在物流、贸易、旅游、房地产、建筑、公用事业等第三产业也都具有较强的实力，甚至还曾经拥有中华联合财产保险公司等金融机构。
兵团旗下目前有12家上市公司，大都是兵团内经济效益最佳或者最具竞争优势的企业：
- 新疆百花村股份有限公司
- 新疆天业股份有限公司
- 新疆塔里木农业综合开发股份有限公司
- 新疆伊力特实业股份有限公司
- 新疆中基实业股份有限公司
- 新疆天宏纸业股份有限公司
- 新疆天富热电股份有限公司
- 新疆冠农果茸股份有限公司
- 新疆青松建材化工股份有限公司
- 新疆赛里木现代农业股份有限公司
- 新疆天康畜牧生物技术股份公司
- 新疆天润生物科技股份有限公司

## 城市
在兵团的发展历程中，先后建成了十座具有一定规模的中等城市，并且现在管理着除奎屯市外的其余九座城市。师部和市府两块牌子、同一套机构，由师政治委员兼任市委书记，师长兼任市长。这些城市虽然在名义上是自治区直辖的县级市，但自治区的各级政府对城市的发展一般不作干预。
- 石河子市：位于北疆，原属沙湾县，1976年设立，由农八师管理，是师部驻地。地处北疆铁路线上，始建于1950年，是兵团最早发展的军垦城市，也是后来一系列此类城市的样板。设有石河子大学和国家级的石河子经济技术开发区。
- 阿拉尔市：位于南疆，原属阿克苏市，2002年设立，由农一师管理，是师部驻地。拥有全套的棉花种植、加工产业链，并设有塔里木大学。是南疆地区汉族人口比例最高的城市。
- 五家渠市：位于北疆，原属昌吉市，2002年设立，由农六师管理，是师部驻地。它实际上是乌鲁木齐市的卫星城，也是兵团较早建设的军垦城市。
- 图木舒克市：位于南疆，原属巴楚县，2002年设立，由农三师管理，是师部驻地。地处古丝绸之路上，境内有托库孜萨来遗址等多处重要的文物古迹。
- 北屯市：位于北疆，原属阿勒泰市，2011年设立，由农十师管理，是师部驻地。该市的城市规模并不逊色于阿勒泰市。
- 铁门关市：位于北疆，原属库尔勒市，2012年设立，由第二师管理。
- 双河市：位于北疆，原属博乐市，2014年设立，由第五师管理。
- 可克达拉市：位于北疆，原属霍城县，2015年设立，由第四师管理。
- 昆玉市：位于南疆，原属墨玉县，2016年设立，由农十四师管理。[28]
- 胡杨河市：位于北疆，原属多个县市，2019年设立，由第七师管理。
- 新星市：位于东疆，原属哈密市伊州区，2021年设立，由第十三师管理。
- 白杨市：位于北疆，原属塔城市，2023年设立，由第九师管理。

## 文教
新疆生产建设兵团自身拥有完整的教育体系，覆盖了高等教育、中学、小学、幼儿园及成人教育等各个领域。现有两所综合性高等学府石河子大学和塔里木大学，分别位于北疆的石河子市和南疆的阿拉尔市，石河子大学以医学见长，塔里木大学以农业科学见长。此外，兵团还有近两百个覆盖不同学科的科研院所。
新疆生产建设兵团的机关报是《兵团日报》。兵团和各师都有自己的广播电视台，其中新疆生产建设兵团广播电视台卫星频道（兵团卫视）通过卫星覆盖亚太地区。各团则普遍建立了广播电视转播台，目前覆盖率已达90%以上。

## 科技
1981年1月27日到30日，新疆维吾尔自治区农垦总局在石河子召开棉花地膜栽培技术推广座谈会，传达王震指示，交流并推广地膜植棉，地膜植棉自此在全兵团大面积推广。该植棉新技术后在新疆及国内其他棉区大面积应用。
1983年9月，兵团定点投资的农垦科技项目——农九师一六六团乔拉布拉干渠自压喷灌水利工程建成。这是自治区首个自压喷灌工程。经测定，4小时地面降水30毫米，24小时可浇地100亩，比毛渠灌溉节约70％用水。1990年代后期，兵团首创的膜下滴灌技术成功。
1983年6月6日，兵团召开第一次科技工作及科研成果奖励大会，向刘守仁、陈顺理等50人授予“优秀科技工作者”称号，并颁发证书和奖品。授予“良种细毛羊军垦B型系列”、“新陆早1号棉花新品种推广”等9项科技成果一等奖，授予“2BMX一6型铺膜播种机”等30项科技成果二等奖，授予“复播大豆试验与推广”等69项科技成果三等奖。
1989年5月14日，中国美利奴羊（新疆军垦型）繁育体系在兵团建成，并通过了农业部鉴定。这种国产细毛羊足与澳羊媲美，它同时催生了兵团第一位中国工程院院士刘守仁。

### 派驻兵团机关
本级司法机关
- 新疆维吾尔自治区高级人民法院生产建设兵团分院（正厅级）
- 新疆生产建设兵团人民检察院（正厅级）

本级军事机关
- 中国人民解放军新疆生产建设兵团军事部（副军级）